# 시양후
시양후 왕이 또는 왕태(始陽侯 王珆, ? ~ 1266년 음력 1월 22일)는 고려 시대의 왕족이다. 원종과 경창궁주 유씨의 아들이다.

## 생애

### 가계
언제 태어났는지는 명확하지 않으며, 고려의 제24대 왕 원종(元宗)과 원종의 제2비 경창궁주 유씨(慶昌宮主 柳氏)의 장남으로 태어났다. 성은 왕(王), 이름은 이 또는 태(珆), 본관은 개성(開城)이다. 순안공 종(順安公 琮)의 친형이며, 충렬왕(忠烈王)과는 이복 형제간이다.
왕이의 어머니 경창궁주는 왕족 출신으로, 아버지는 현종(顯宗)의 아들 평양공 기(平壤公 基)의 7세손인 신안공 전(新安公 佺)이며, 어머니는 희종(熙宗)과 성평왕후 임씨(成平王后 任氏)의 딸인 가순궁주(嘉順宮主)이다. 왕이의 친조모인 안혜태후 유씨(安惠太后 柳氏)도 희종과 성평왕후의 딸이니, 왕이의 친조모와 외조모는 서로 친자매간이 되는 셈이다. 경창궁주의 유씨(柳氏) 성은 외가의 성씨를 따른 것이다.

### 왕자 시절
1260년(원종 원년) 원종이 즉위한 후, 맏아들 왕심(王諶, 훗날의 충렬왕)을 왕태자로 삼으려 하자 모후 경창궁주가 이를 반대하면서 왕이를 태자로 삼을 것을 주장하였다. 그러나 당시 김준(金俊)이 이를 반대하고 나서는 바람에 결국 왕이는 태자의 자리에 오르지 못하였다.
이후 1263년(원종 4년) 음력 8월 13일 친동생인 순안공과 함께 작위를 받아 개부의동삼사 검교태위 수사공 상주국 시양군개국후(開府儀同三司 檢校太尉 守司空 上柱國 始陽郡開國侯)가 되었으며, 이때 식읍 300호와 식실 100호도 함께 하사받았다. 이후 왕이를 위한 부가 세워져 그 이름을 시양부(始陽府)라고 하였으며, 시양부에는 전첨(典籤)과 녹사(錄事)를 각 1명씩 두었다. 그러나 왕이는 3년 후인 1266년(원종 7년) 음력 1월 22일 사망하고 말았다.
한편 이복 형제 충렬왕 즉위 후인 1277년(충렬왕 3년), 왕이의 모후 경창궁주와 친동생 순안공은 역모를 꾀했다는 무고를 받아 경창궁주는 폐서인이 되었고, 순안공은 외딴 섬으로 유배를 가야 했다. 당시 순안공은 부왕 원종으로부터 상당한 총애를 받아 재산이 매우 많았는데, 순안공의 유배 후 그 재산을 모조리 차지한 것은 충렬왕의 왕비이자 원나라의 공주인 제국대장공주(齊國大長公主)였다.

## 가족 관계
- 친조부 : 고종 (高宗, 1192년 ~ 1259년, 재위 : 1213년 ~ 1259년) - 고려의 제23대 왕
- 친조모 : 안혜태후 류씨 (安惠太后 柳氏, ? ~ 1232년) - 희종과 성평왕후 임씨의 딸. 외조모 가순궁주의 친언니
  - 아버지 : 원종 (元宗, 1219년 ~ 1274년, 재위 : 1259년 ~ 1274년) - 고려의 제24대 왕
    - 이복형 : 충렬왕 (忠烈王, 1236년 ~ 1308년, 재위 : 1274년 ~ 1298년, 1298년 ~ 1308년) - 고려의 제25대 왕. 원종과 순경태후 김씨의 아들
- 외조부 : 신안공 왕전 (新安公 佺, ? ~ 1261년) - 현종의 8세손
- 외조모 : 가순궁주 (嘉順宮主, 생몰년 미상) - 희종과 성평왕후 임씨의 딸. 친조모 안혜왕후의 친동생
  - 어머니 : 경창궁주 유씨 (慶昌宮主 柳氏, 생몰년 미상) - 원종의 제2비
    - 동생 : 순안공 왕정 (順安公 琮, 생몰년 미상)
    - 남매 : 경안궁주 (慶安宮主, 생몰년 미상)
    - 남매 : 함녕궁주 (咸寧宮主, 생몰년 미상)